# オーレ・レーマー
オーレ・クリステンセン・レーマー（Ole Christensen Rømer デンマーク語発音: [olə ˈʁœːˀmɐ]、1644年9月25日 - 1710年9月19日）は、デンマークの天文学者。1676年に初めて光速の定量的測定を行った。
また、レーマーは2つの定点、水の沸点と融点の間の温度を示す現代的な温度計を発明した。
科学文献においては、"Roemer", "Römer", "Romer"といった代替のつづりが一般的である。

## 生涯

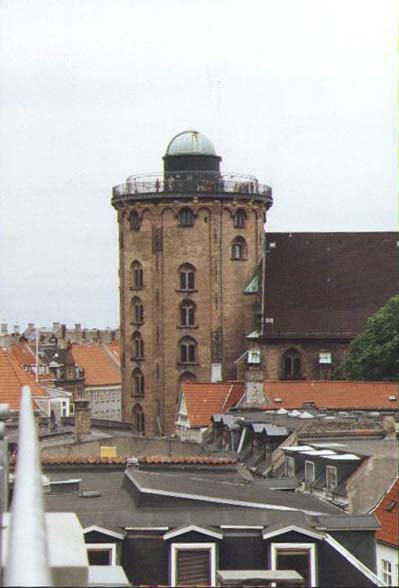
コペンハーゲンのRundetårn（円塔）。この上に大学が17世紀半ばから新たな施設に移転させる19世紀半ばまで観測所を持っていた。現在ある観測所は20世紀にアマチュア向けに建てられたものである。

1644年9月25日にオーフスで商人で船長のクリステン・ペダーセン(Christen Pedersen, 1663年没)と裕福な市会議員(alderman)の娘Anna Olufsdatter Storm(c. 1610年 – 1690年)の間に生まれた。1642年よりクリステン・ペダーセンはレーマーという名前を用いていた。これはデンマークの島であるレム島出身であることを意味しており、他のクリステン・ペダーセンという人と区別できるために用いていた。古いAarhus Katedralskole（オーフスの聖堂学校）を卒業する1662年以前のオーレ・レーマーの記録はほとんどなく、その後コペンハーゲンに移りコペンハーゲン大学に入学した。コペンハーゲン大学での指導者は、レーマーがまだ実家にいた1668年にアイスランドのスパー（方解石）による光線の複屈折の発見を発表したラスムス・バルトリンであった。バルトリンには論文のためにティコ・ブラーエの天体観測を準備する仕事が与えられていたため、レーマーにはこれを使用して数学や天文学を学ぶあらゆる機会が与えられた。
レーマーはフランス政府に雇われた。ルイ14世はレーマーをドーファンの家庭教師としており、ベルサイユ宮殿の巨大な噴水の建設にも参加した。
1681年にデンマークに戻り、コペンハーゲン大学の天文学教授に任命され、同年ラスマス・バルトリンの娘のAnne Marie Bartholinと結婚した。Rundetårn（円塔）の大学観測所と自宅の両方で観測者としても活動し、独自で建設した改良機器を用いていた。不運にも1728年のコペンハーゲン大火で失われたため、彼の観測機器は残っていないが、元助手（後に自身も天文学者となる）のペーダー・ニールセン・ホレボーがレーマーの観測機器について忠実に記している。
王立数学者として、1683年5月1日にデンマークで最初の国家的な度量衡システムを導入した。当初はラインフットに基づいていたが1698年にはより正確な国家規格が採用された。長さと体積に対して作られた規格のその後の測定により、優れた精度が示されている。レーマーの目標は、振り子を用いて天文定数に基づいた定義を達成することであった。これは彼の死後に生じたが、実用性はその時点でかなり不正確であった。注目すべきは24,000デンマークフィート（約7,532m）の新たなデンマークマイルの定義である。
1700年、王にデンマーク-ノルウェーのグレゴリオ暦を導入するよう説得した。これは、それより100年前にティコ・ブラーエが無駄であると主張していた。

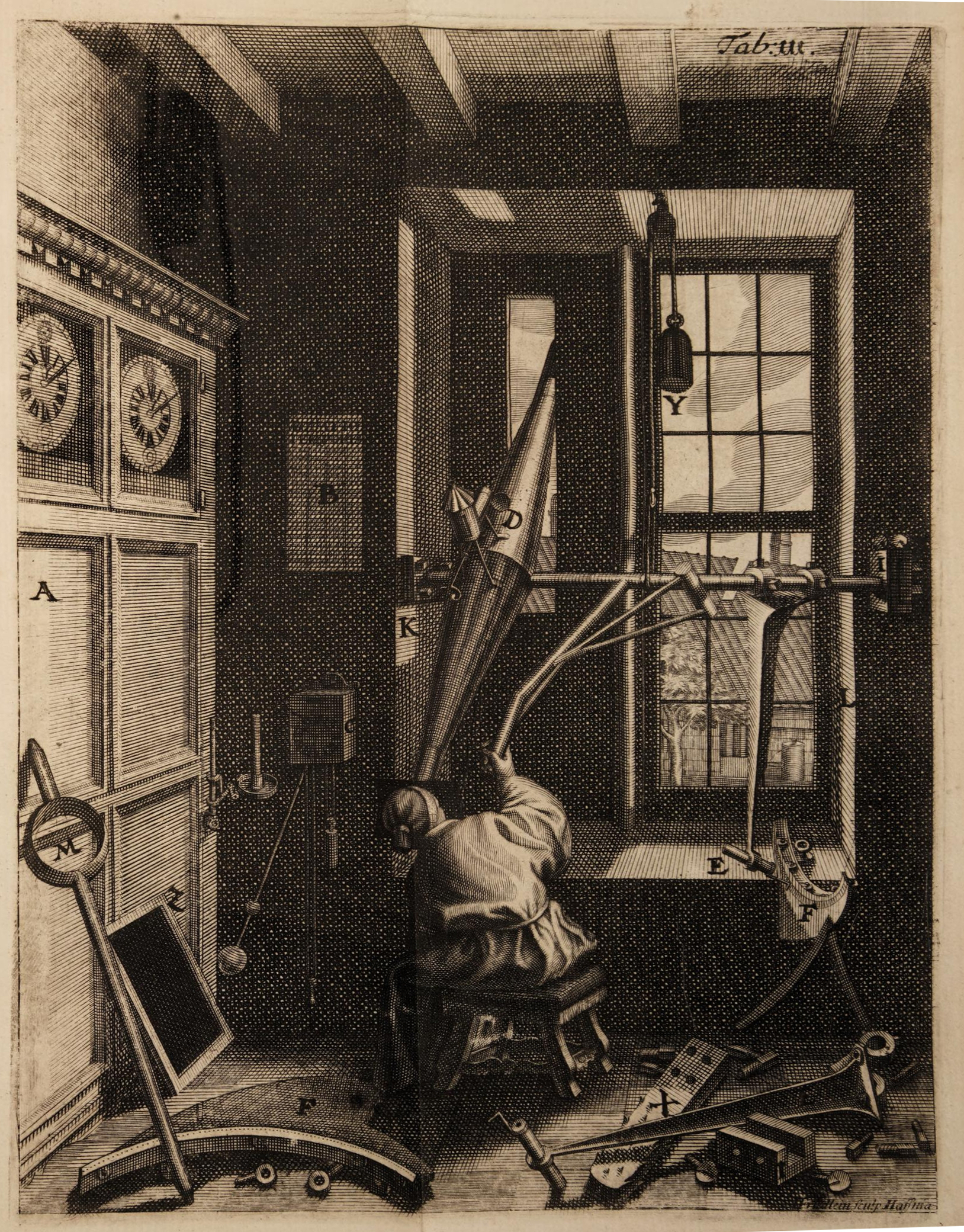
仕事中のオーレ・レーマー

足の骨折の療養中に最初の温度計の1つを開発した。1708年にファーレンハイトがレーマーを訪ね、レーマー度に改良を加えた。その結果できたのが今日でも数か国で使われている華氏温度である。
デンマークのいくつかの都市にナビゲーションスクールを設立した。
1705年、コペンハーゲン警察のsecond Chiefに任命され、1710年に亡くなるまでその地位にあった。最初に行ったことの1つとして、士気が驚くほど低いと確信し全軍を解雇したことがある。コペンハーゲンで最初の街灯（石油ランプ）の発明者であり、コペンハーゲンの物乞い、貧しい人々、失業者、売春婦を管理するために懸命に働いた。
レーマーはコペンハーゲンで新しい家を建てるための規則を作り、市の水の供給と下水道を元通りにし、市の消防署が新しくより良い機器を手に入れることを保証し、通りや市の広場に新たな舗装を計画し作る背後にある原動力であった.
1710年に65歳で亡くなった。コペンハーゲン大聖堂に埋葬された（1807年のコペンハーゲンの戦いで破壊されたのちに再建されている）。現在そこには現代的な記念碑がある。

## レーマーと光速
経度の決定は、地図学と航法において重要で現実的な問題である。スペインのフェリペ3世は、陸から見えない船の経度を決定する方法に賞を出し、ガリレオは木星の衛星の食の回数に基づいて時刻すなわち経度を確立する方法を提案した。これは本質的には宇宙時計として木星系を用いている。18世紀に正確な機械式時計が開発されるまで、この手法は大きく改善されることはなかった。ガリレオはこの手法をスペイン王に提案した（1616年 - 1617年）が、ガリレオが作成した時刻表が不正確であったことと、船において食の観測が困難であったことから実用的でないことが分かった。しかし、改良を加えたことでこの手法は陸地で機能するようになる。
コペンハーゲンでの研究の後、1671年にレーマーはジャン・ピカールに加わり、コペンハーゲン近く、ティコ・ブラーエのウラニボリ観測所がかつてあったヴェン島で木星の衛星であるイオの食を約140回観測した。この数か月後にパリでジョヴァンニ・カッシーニが同じ食を観測している。食の時間を比較することにより、パリとウラニボリの経度の差が算出された。
カッシーニは1666年から1668年まで木星の衛星を観測し、最初に有限の速度を持つ光に起因する測定における矛盾を発見した。1672年、レーマーはパリに行き、カッシーニの助手として木星の衛星の観測を続けた。レーマーはカッシーニの観測に独自のものを加え、地球が木星に近づくにつれて食（特にイオで）の間の時間が短くなり、遠ざかるにつれて長くなるのを観測した。カッシーニは1676年8月22日に科学アカデミーに発表した。
この2番目が等しくないのは光が衛星から到達するまでに時間がかかるためだと思われます。光は地球の軌道の半径に等しい距離を移動するのに約10-11分かかるようである。

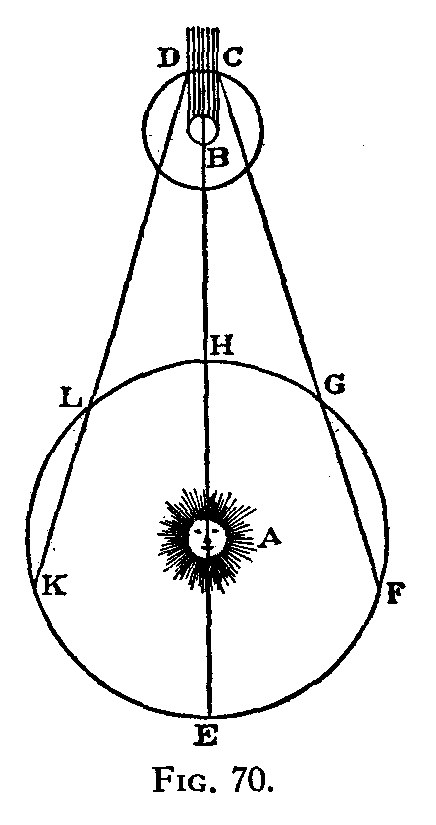
レーマーの光速の測定に関する1676年の論文の図。レーマーは地球が木星に向かって移動するとき（FからG）と地球が木星から離れるとき（LからK）のイオの軌道の期間を比較した。

奇妙にも、カッシーニはこの推論を放棄したようである。これをレーマーは1671年から1677年の間にピカールと自身により行われた観測の選ばれた数を用いて反論できない手法で支持するものとして採用し設定した。レーマーはフランス科学アカデミーで自身の結果を発表し、すぐに匿名の記者により短い論文Démonstration touchant le mouvement de la lumière trouvé par M. Roemer de l'Académie des sciencesにまとめられ、1676年12月7日Journal des sçavansに発表された。不運にも報告した人物が、おそらく自身の理解不足を隠すために不可解な言い回しに頼り、その過程でレーマーの推論はわかりにくくなった。レーマー自身では結果を発表しなかった。
レーマーの推論は以下の通りである。地球が点Lにあり、イオが点Dで木星の影から出現すると仮定する（図参照）。イオが数回周回（1回あたり42.5時間）したのち、地球は点Kにある。光が瞬時に伝播しない場合、Kに到達するのにかかる追加の時間（約3.5分）により観測される遅延が説明される。レーマーは食（CからDにかけて木星により影を落とされるイオ）と掩蔽（様々な角度で木星の後ろに隠されるイオ）との混同を避けるために、位置FとGから点Cにおける「没入」を観測した。下表において、8月7日含む1676年の観測は反対の点Hで行われたと考えられ、11月9日のパリ天文台で観測されたものは10分遅れていた。
| 月         | 日         | 時間       | 潮 | 軌道の周回数 | 平均（時） |
| ---------- | ---------- | ---------- | -- | ------------ | ---------- |
| June       | 13         | 2:49:42    | C  |              |            |
| 2,750,789s | 2,750,789s | 2,750,789s |    | 18           | 42.45      |
| May        | 13         | 22:56:11   | C  |              |            |
| 4,747,719s | 4,747,719s | 4,747,719s |    | 31           | 42.54      |
| Aug        | 7          | 21:44:50   | D  |              |            |
| 612,065s   | 612,065s   | 612,065s   |    | 4            | 42.50      |
| Aug        | 14         | 23:45:55   | D  |              |            |
| 764,718s   | 764,718s   | 764,718s   |    | 5            | 42.48      |
| Aug        | 23         | 20:11:13   | D  |              |            |
| 6,906,272s | 6,906,272s | 6,906,272s |    | 45           | 42.63      |
| Nov        | 9          | 17:35:45   | D  |              |            |

レーマーは試行錯誤により8年間の観測の間にイオの天体暦を計算する際の「光の遅延」を説明する方法を考え出した。彼は遅延を、木星に対する所与の地球の位置に対応する角度の割合としてΔt = 22·(α⁄180°)[分]と計算した。角度αが180°のとき、遅延は22分になり、これは光が地球の軌道の直径HEに等しい距離を通過するのに必要な時間と解釈することができる。（実際には木星は合であるEからは見えない）この解釈によりレーマーの観測の厳密結果を計算することが可能になる。地球が太陽を周回する速度に対する光の速さの比率、22分と比較した1年間をπで割った値との比率は
365·24·60⁄π·22 ≈ 7,600.
となる。これに対して現在の値は約299,792 km s−1⁄29.8 km s−1 ≈ 10,100である。
レーマーのこの比を計算せず、光速の値も与えなかったが、他の多くの人々がデータから速度を計算した。最初に行ったのはクリスティアーン・ホイヘンスである。彼はレーマーと通じ多くのデータを引き出した後、光が1秒で地球の直径の16+2⁄3倍の距離を移動したと推定した。これは約212,000 km/sである。
レーマーの光の速度は有限であるという考えは、1727年にジェームズ・ブラッドリーによりいわゆる光行差の測定が行われるまで完全には受け入れられなかった。
1809年、天文学者のジャン＝バティスト・ジョゼフ・ドランブルは再びイオの観測を使用したが、今回は100年以上経てずっと正確になった観測の恩恵を受けて光が太陽から地球まで進む時間を8分12秒と報告した。天文単位に想定される値によるが、これは毎秒30万キロメートルを少し超える程度になる。現在の値は8分19秒であり、速度は299,792.458 km/sである。
このデンマークの天文学者が偶然働いていたパリ天文台にある銘板は、実際にこの惑星で行われた普遍的な量の最初の測定であったことを記念している。

## 発明
コペンハーゲンで初の街灯を発明したことに加え、子午環、経緯台、子午儀（その水平軸が東西方向に固定されていない子午環の一種）を発明した。

## オーレ・レーマーメダル
オーレ・レーマーメダルは、デンマークの自然科学研究評議会により優れた研究に対して毎年授与されている。